# Noites e Momentos
Noites e Momentos é oitavo álbum de estúdio do cantor e compositor Sérgio Lopes, lançado pela gravadora Line Records em 1998.
Em 2018, foi considerado o 77º melhor álbum da década de 1990, de acordo com lista publicada pelo Super Gospel.

## Faixas
Todas as músicas por Sérgio Lopes
1. O Mar Vermelho - 4.15
2. Me Faz Lembrar - 3.55
3. Noites - 3.58
4. Agora e Sempre - 3.22
5. Nunca Desista - 4.05
6. Marcas no Coração - 3.21
7. Momentos - 4.12
8. Alicerces de Fé - 3.24
9. Brilhante - 4.02
10. Aldeia de Betânia - 4.08
11. Entrega Total - 3.14

## Créditos
- Produção executiva: Line Records
- Produção musical: Sérgio Lopes
- Técnico de gravação: Rafael Azulay e Jackson Paulino
- Mixagem: Rafael Azulay
- Masterização: Toney Fontes
- Auxiliares de estúdio: Pedro Motta e Jorge Jannarelli
- Arranjos: Marcos Bonfim, Lito Figueroa, Melke e Sérgio Lopes
- Regência de cordas: Melke
- Arranjos de metais e regência: Marcos Bonfim
- Guitarras e violões: Eli Miranda
- Teclado: Mito (nas músicas "O Mar Vermelho", "Me Faz Lembrar", "Noites", "Agora e Sempre", "Nunca Desista", "Marcas no Coração" e "Alicerces de Fé"); Lito Figueroa (nas músicas "Marcas no Coração" e "Aldeia de Betânia"); Dodô Moraes (nas músicas "Brilhante", e "Momentos") e Edvaldo Novaes (na música "Entrega Total").
- Baixo: Marcos Natto (Ronaldo Olicar nas músicas "Brilhante" e "Momentos").
- Bateria: Sidney Pires
- Sax alto: Marcos Bonfim
- Trompete: Jesrael
- Trombone: Robson Olicar
- Acordeon: Augustinho Silva
- Oboé: Gonçalves
- Regência de vocal e voz destaque na faixa "Brilhante": Eyshila

- Cordas
- Violinos: Maria Claudia, Paulo Angelo, Paulo Sérgio Torres, Silvanira, Bermudes, Alexandre Brasolim, Maria Cristina Kalinowski, Bettina Jucksch, Priscilla Baggio, Paulo Ogura, Consuelo Froehner, Francisco Saraiva e Paulo Luckman.
- Violas: Maria Luiza Guetter, Rubens Marques, José M. Magalhães e Aldo Villoni.
- Violoncelos: Romildo Weingartner e Pericles Varella
- Baixo com arco: Hélio Brandão